# Marcel de Jong
Marcel de Jong (ur. 15 października 1986 w Newmarket) – kanadyjski piłkarz pochodzenia holenderskiego występujący na pozycji pomocnika. Od 2016 jest zawodnikiem Vancouver Whitecaps FC.

## Kariera klubowa
De Jong urodził się w Kanadzie, ale karierę piłkarską rozpoczynał jako junior w holenderskim VV De Valk. Potem trenował w juniorskiej ekipie PSV Eindhoven. W 2004 roku trafił do Helmond Sport, występującego w Eerste Divisie. W tych rozgrywkach zadebiutował 20 sierpnia 2004 w przegranym 0:4 meczu z BV Veendam. 22 października 2004 w wygranym 2:0 ligowym spotkaniu z FC Volendam strzelił pierwszego gola w zawodowej karierze. W Helmond Sport grał przez dwa sezony. W sumie zagrał tam w 50 ligowych meczach i zdobył w nich 6 bramek.
Latem 2006 roku podpisał kontrakt z Rodą Kerkrade. W Eredivisie zadebiutował 19 sierpnia 2006 w wygranym 1:0 pojedynku z Excelsiorem Rotterdam. W Rodzie od czasu debiutu jest podstawowym graczem. 28 lutego 2009 w wygranym 3:1 meczu z De Graafschap zdobył pierwszą bramkę w trakcie gry W Eredivisie.
W 2010 roku De Jong przeszedł do FC Augsburg. W 2015 odszedł do Sporting Kansas City. W 2016 najpierw trafił do Ottawa Fury, a następnie do Vancouver Whitecaps FC.

## Kariera reprezentacyjna
W reprezentacji Kanady de Jong zadebiutował 20 listopada 2007 w towarzyskim meczu z RPA. W 2009 roku został powołany do kadry na Złoty Puchar CONCACAF. 10 lipca 2009 w meczu fazy grupowej tego turnieju z Kostaryką (2:2) zdobył pierwszą bramkę w drużynie narodowej. Złoty Puchar CONCACAF Kanada zakończyła na ćwierćfinale, po porażce 0:1 z Hondurasem, a de Jong zagrał na nim 3 razy i strzelił jednego gola.